# 五牙戰船
五牙戰船，是古代戰船的一種，亦是隋朝最大的主力戰船。五牙在隋朝被廣泛應用在軍事範疇。因南北朝以及隋唐時期創製新型水戰兵器「拍竿」，艦船的性能愈趨良好和具有較強的攻擊力。

## 歷史
在開皇七年（587年），楊素在永安（四川奉節巴東郡）建造五牙。翌年十二月，他在隋滅陳之戰中率水軍乘五牙戰船從長江上游出發，其中「素親率黃龍數於艘」，可見隋軍水師之強盛與艦船之多。589年正月，當楊素率水師順流東下至巫峽，並以1000名習水性、善駕舟的巴蜀士卒分乘4艘五牙戰船向據守巫峽的陳朝軍隊猛烈衝擊。陳軍守將呂仲肅倉惶東逃。
其後，隋煬帝以五牙戰船開鑿大運河，造大龍舟及雜船數萬艘、三下江都、三去琉球（即現在的台灣）和三次對高麗的戰爭。公元612年，隋煬帝第一次親征高麗，曾令江淮水軍乘五牙戰船從山東萊陽出海，進入遼東大同江接應陸軍。當時戰船首尾相接達數百里，出師之盛況亙古未有。同時又反映造船航海業的高度發展以及水師戰船規模的龐大。而五牙戰船正是造船航海業的高度發展的象徵。

## 船隻結構
五牙戰船在四川地區建造，由楊素負責籌措及打造的工程。戰船有5層樓，高50尺，長54.6米，水線長50米，寬15米，吃水2.2米，深度達4米。其左右前後均設置六台「拍竿」，一共可容納800名軍士。五牙戰船設有40把長槳，而船的尾部配置2把搖櫓。又置有横艙壁，在横艙壁上置有縱向樑木，樑木上面則鋪設了木板。而木板上置船艙和作戰平台，木板之下填入土石，以確保持戰船的穩定性。另外，隋代的五牙戰船設有甲板。戰棚上有女墻。女墻上有垛口，供軍士射箭之用。戰棚四周置有作戰平台。船的前後設有長15米的「拍竿」，形如大桅，「拍竿」上置巨石。透過利用甲板下的絞盤去操縱和運作拍竿，向敵方戰船抛射矢石。「拍竿」是由由提水工具桔槔改裝而成的武器。當逼近敵船後，其重臂上安裝的巨石在鬆開之後，可使巨石急速下墜，砸向敵船。

## 外部連結
- 中國歷史上的戰船 五牙戰船